# マイク・パトゥ
マイク・パトゥ（Mike Patto、1942年9月22日 - 1979年3月4日）は、イングランドのロック・ミュージシャン。スプーキー・トゥースやボクサーのリード・シンガーとして有名である。

## 略歴
グロスタシャー州サイレンセスター生まれ。本名はマイケル・トーマス・マッカーシー。
1965年、ロバート・スティグウッドが企画したチャック・ベリーのイギリス公演に参加して、マイク・パトゥの名前でグレアム・ボンド・オーガニゼーション、ムーディー・ブルースらと共にベリーの前座を務めた。1966年、ザ・ボー・ストリート・ランナーズ（The Bo Street Runners）にボーカリストにしてフロントマンとして在籍した。
1967年にタイムボックスに加入。1970年にタイムボックスのメンバーとパトゥを結成。さらにディック・アンド・ザ・ファイヤーメン (Dick and the Firemen）のメンバーとして活動した。
1974年、スプーキー・トゥースにボーカリスト兼キーボード奏者として加入し、アルバム『ミラー』の制作に携わった。
スプーキー・トゥースの解散後、1975年にタイムボックスとパトゥの同僚だったオリー・ハルソール（ギター）とボクサーを結成。
1979年、リンパ性白血病によって36歳の若さで亡くなった。ジム・キャパルディは彼を追悼する「Bright Fighter」という曲を発表した。